# Poing
Poing är en kommun i Landkreis Ebersberg i delstaten Bayern i Tyskland. Den är en förortskommun till München och har cirka 17 000 invånare på en yta av 13 kvadratkilometer.